# Ван дер Верфф, Яспер
Яспер ван дер Верфф (нидерл. Jasper van der Werff; 25 октября 2000 года, Санкт-Галлен, Швейцария) — швейцарский футболист, защитник клуба «Падерборн 07».

## Карьера
Ван дер Верфф является воспитанником «Санкт-Галлена» — клуба из родного города. В 2018 году окончил его академию, стал привлекаться к тренировкам с основной командой. 17 февраля дебютировал в чемпионате Швейцарии в победном поединке против «Базеля». Появился на поле в стартовом составе и сыграл весь матч. Всего в дебютном сезоне провёл девять встреч.
Летом 2018 года подписал контракт с «Ред-Булл Зальцбургом». 18 августа того же года дебютировал за новый клуб в австрийском чемпионате в поединке против «Хартберга».
Несмотря на нидерландские корни, выступал за юношескую команду Швейцарии до 16 лет. 25 мая 2018 года дебютировал в молодёжной сборной Швейцарии в товарищеской встрече против сверстников из Франции.

## Семья
Оба родителя имеют нидерландское происхождение. Перебрались в Швейцарию задолго до его рождения. В детстве параллельно с футболом играл в теннис. Имеет старшего брата, который занимался футболом в академии «Санкт-Галлена» и выступал за местную команду «Брюль», а также младшего брата, также игрока академии швейцарского клуба.